# 13352 Gyssens
13352 Gyssens è un asteroide della fascia principale. Scoperto nel 1998, presenta un'orbita caratterizzata da un semiasse maggiore pari a 2,5861745 UA e da un'eccentricità di 0,1115486, inclinata di 13,83121° rispetto all'eclittica.